# Mont Faito
El mont Faito és una muntanya que forma part de la serralada Lactari Mons. Amb 1.131 metres d'alçada, té accés tant des de Castellammare di Stabia com de Vico Equense. També s'hi pot arribar amb el Telefèric del Faito, gestionat per l'Ente Autonomo Volturno (EAV), des de l'estació de Castellammare di Stabia.

## Descripció
El mont Faito, format principalment per roques calcàries, deu el seu nom a les fagedes (Fagus) que prosperen als seus vessants.Fins i tot hi ha diverses fagedes de més de quatre-cents anys i que arriben a una circumferència de més de sis metres.

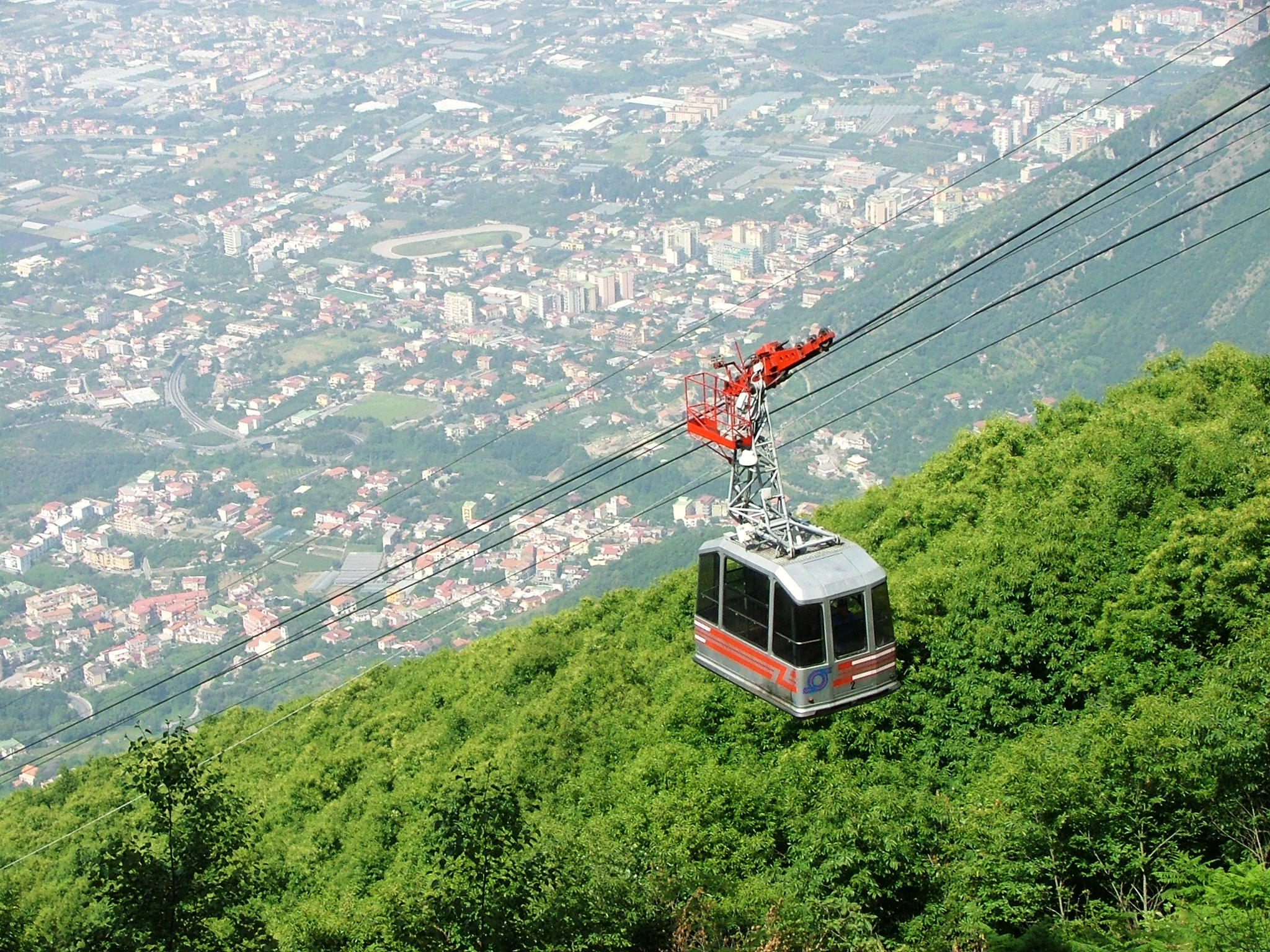
Telefèric del Faito
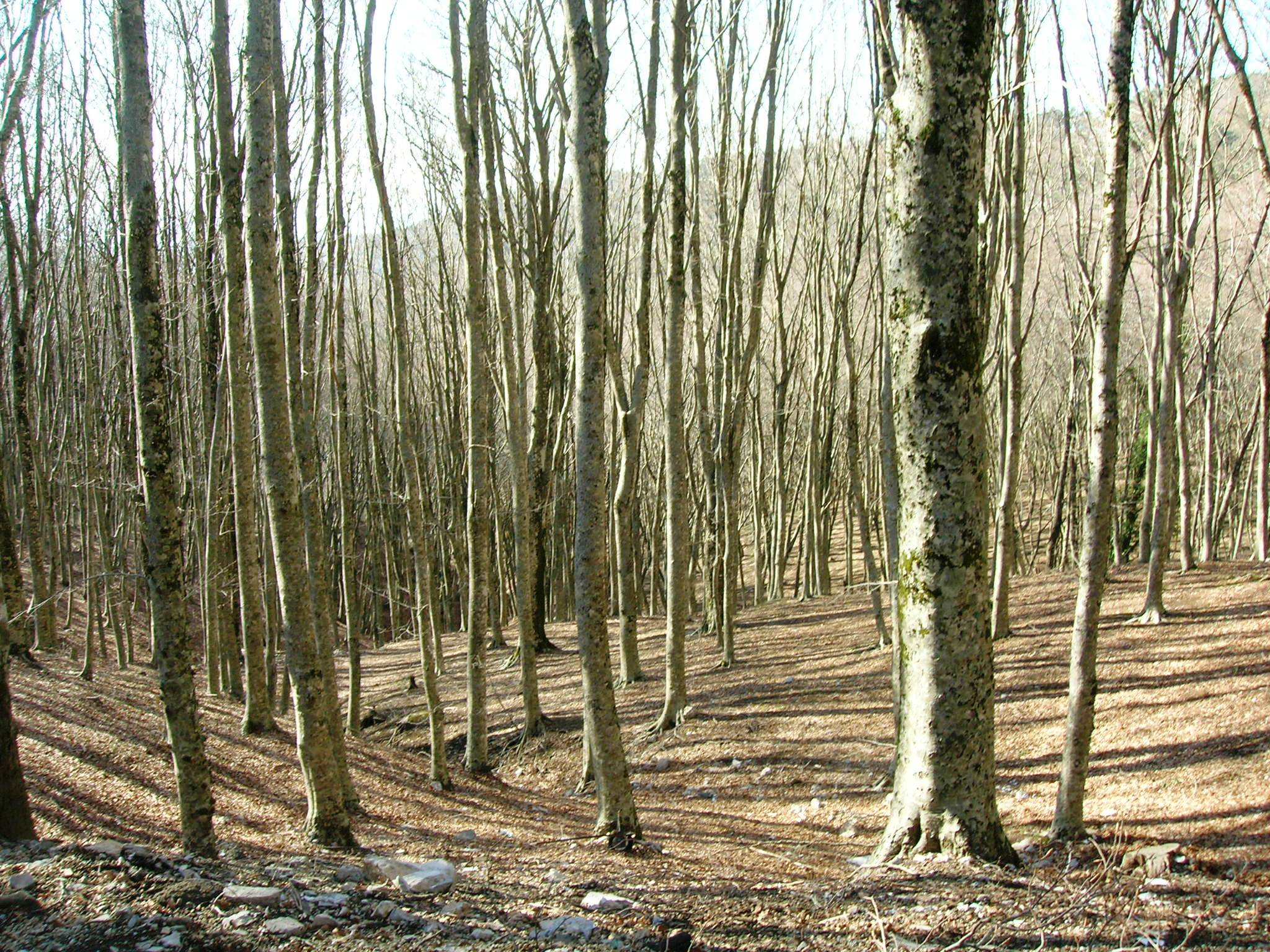
Fageda
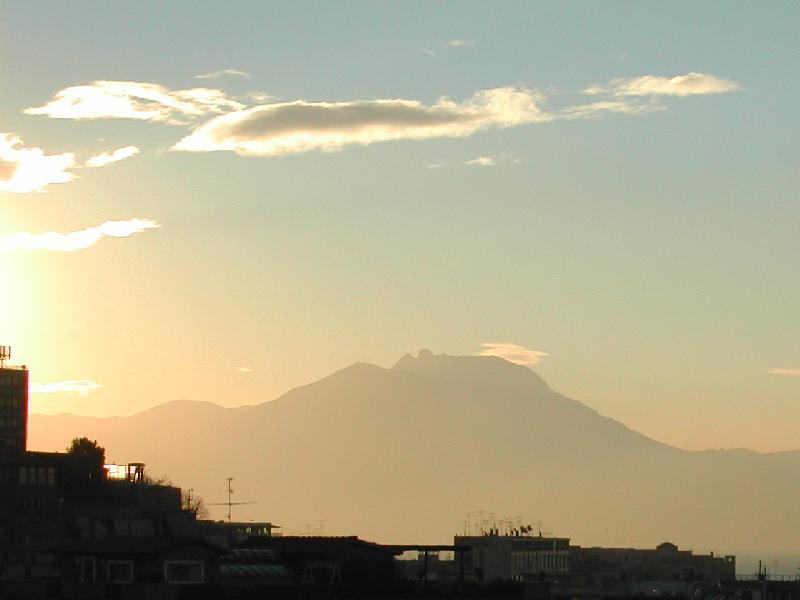
Mont Faito a l'alba vist des de Nàpols

També hi ha altres tipus d'arbres com les alzines (Quercus ilex) i els castanyers (Castanea sativa), i plantes com l'orquídia de bulb senzill (Herminium monorchis), l'orquídia fantasma (Epipogium aphyllum) i la falguera cretenca (Pteridophyta), espècies poc freqüents a Itàlia. També hi ha diverses fonts, inclosa una anomenada Lontra.

## Història
Segons la tradició, al mont Faito, els sants Catello i Antonino, als quals es va aparèixer l'arcàngel Miquel, es van reunir en pregària en una cova.
En els darrers segles, la muntanya va ser explotada per a la producció de fusta; va ser gràcies a aquest important recurs que l'any 1783 el rei Ferran I de les Dues Sicílies va poder construir la drassana de Castellammare di Stabia, que s'aprovisionava de fusta procedent de els boscos del Faito, per a la construcció de vaixells. Una altra funció important que tenia la muntanya concernia a la producció de gel; durant la temporada d'hivern, de fet, les grans séquies s'omplien de capes de neu i fulles, que amb el pas del temps es convertien en gel que es podia aprofitar sobretot durant l'època estival per conservació dels aliments.
La importància del Faito, sobretot com a centre turístic, va créixer considerablement a partir de la segona meitat del segle xx, quan es van construir nombrosos hotels i vil·les residencials, així com un poliesportiu amb piscina. L'any 1950 es va acabar la construcció del nou santuari de Sant Miquel arcàngel, mentre que l'any 1952, la muntanya va ser connectada amb Castellammare di Stabia per un telefèric, que cobreix tot el recorregut en vuit minuts. L'any 1955, als voltants del santuari, també es van instal·lar repetidors de la RAI per al servei de televisió.